# Arctia flavocostata
Arctia flavocostata là một loài bướm đêm thuộc phân họ Arctiinae, họ Erebidae.